# Jack Kilby

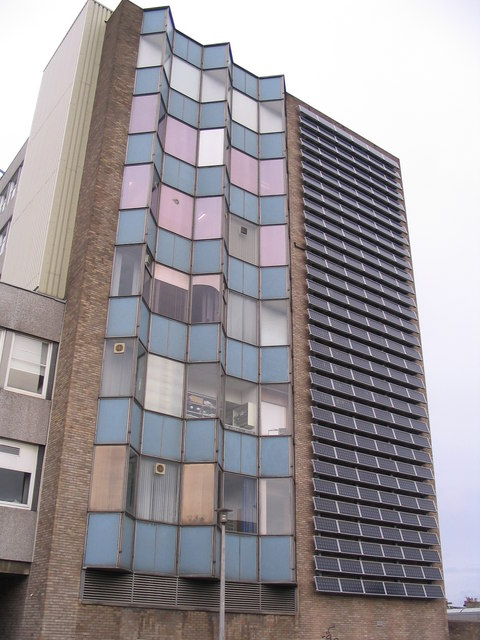
Panele fotowoltaiczne dostarczające energię dla komputerów Napier’s Jack Kilby Computing Centre (Edinburgh Napier University)

Jack St. Clair Kilby (ur. 8 listopada 1923 w Jefferson City, zm. 20 czerwca 2005 w Dallas) – amerykański inżynier, wynalazca układu scalonego (1958), laureat Nagrody Nobla w dziedzinie fizyki (2000).

## Życiorys
Urodził się w Jefferson City w stanie Missouri. W roku 1947 uzyskał stopień B.A. (ang. Bachelor of Arts) z inżynierii elektrycznej na Uniwersytecie Stanowym Illinois w Urbana-Champaign. Magisterium zrobił na Uniwersytecie Wisconsin-Milwaukee, pracując jednocześnie dla Centralab w Milwaukee.
W roku 1958 podjął pracę dla korporacji Texas Instruments i resztę swojej kariery związał z tą firmą. W lecie 1958 roku stworzył z germanu konstrukcję pierwszego układu scalonego, którą zaprezentował zarządowi 12 września. 6 lutego 1959 roku jego wynalazek został opatentowany. Mniej więcej w tym samym czasie układ scalony skonstruował także Robert Noyce z Fairchild Semiconductor. W 1959 r. Jack Kilby wynalazł także sekwencyjny układ scalony.
Przez 6 lat (1978–1984) pracował jako profesor inżynierii elektrycznej na University of Texas at Dallas. Opatentował ponad 60 wynalazków. Jest m.in. odkrywcą podstaw krzemowych baterii słonecznych, wynalazcą kalkulatora oraz druku termicznego. Koordynował pracę zespołów, które zbudowały pierwszy komputer z zastosowaniem układów scalonych.
Był członkiem IEEE (Institute of Electrical and Electronics Engineers) oraz amerykańskiej National Academy of Engineering (NAE).
Jack Kilby zmarł na raka w wieku 81 lat w Dallas, mieście, w którym pracował i żył począwszy od roku 1958. Został pochowany w Sparkman Hillcrest Memorial Park.

## Nagrody
- National Medal of Science – 1970,
- National Inventors Hall of Fame(inne języki) – 1982,
- Nagroda Kioto w dziedzinie zaawansowanych technologii – 1993[3]
- Nagroda Nobla w dziedzinie fizyki – 2000.